# Doris montereyensis
Doris montereyensis is een slakkensoort uit de familie van de Dorididae. De wetenschappelijke naam van de soort werd voor het eerst geldig gepubliceerd in 1863 door J. G. Cooper.